# Kosarzyska (zatoka)

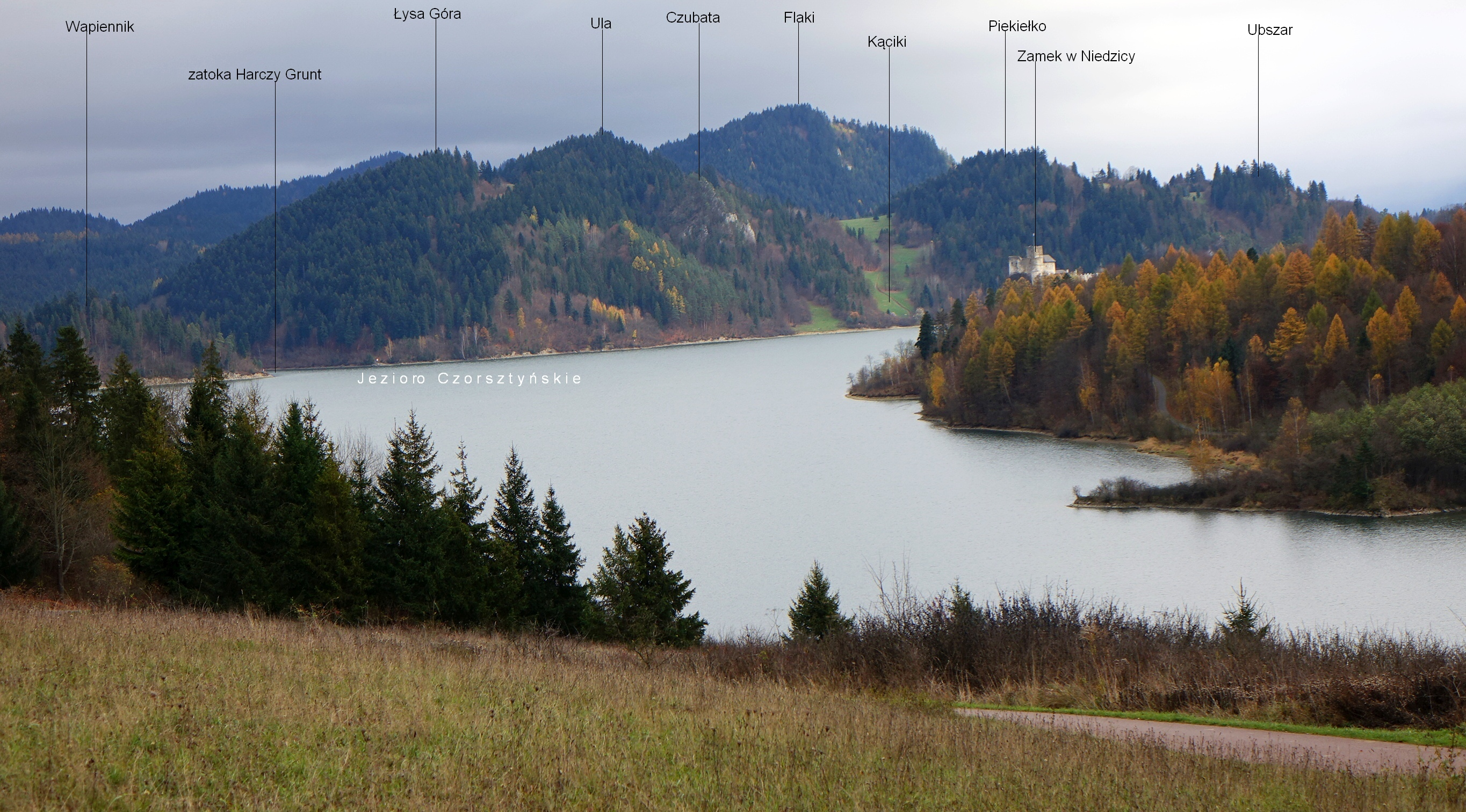
Kosarzyska po prawej stronie

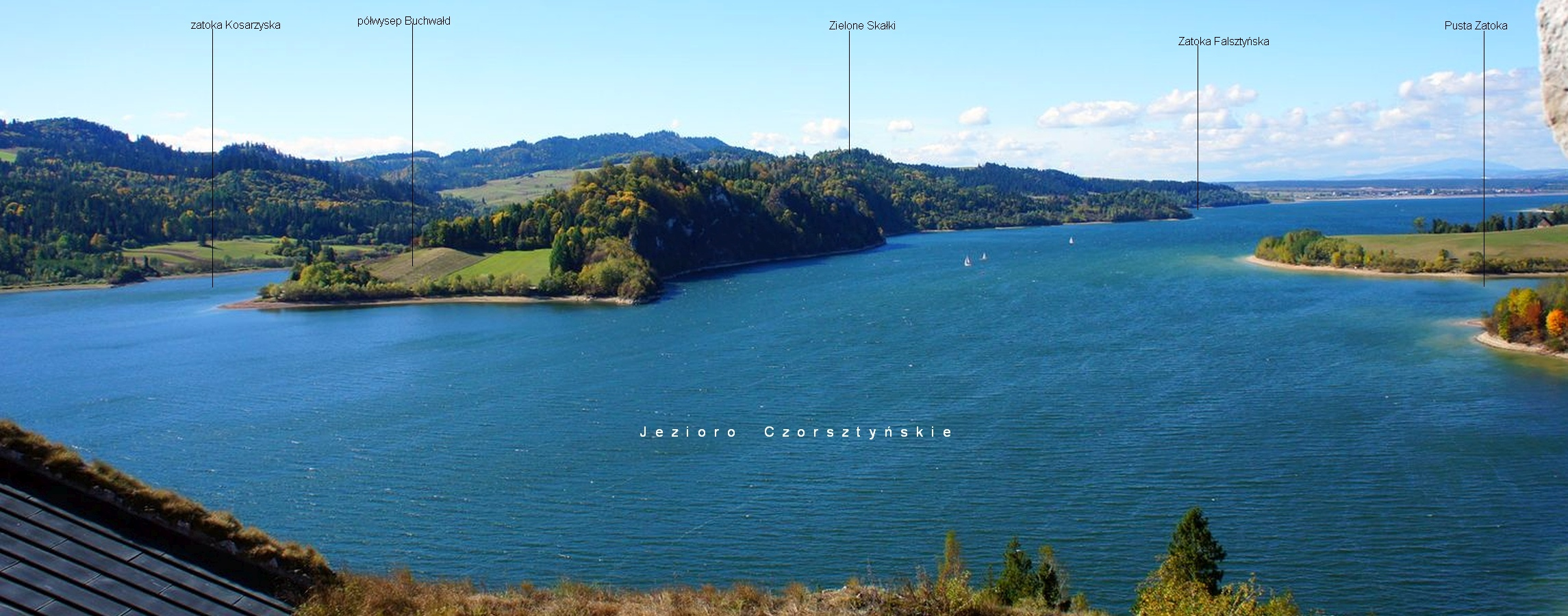
Widok z Zamku w Niedzicy

Kosarzyska – zatoka na Jeziorze Czorsztyńskim w miejscowości Niedzica, w województwie małopolskim, w powiecie nowotarskim, w gminie Łapsze Niżne. Uchodzi do niej potok Falsztyński.
Dawniej była to dolina potoku Falsztyńskiego w Pieninach Spiskich, po wybudowaniu zapory wodnej na Czorsztyńskim Przełomie i napełnianiu Jeziora Czorsztyńskiego wodą, stała się zatoką. Nazwa zatoki pochodzi od dawnej nazwy tego potoku (Kosarzyska). Zatoka znajduje się na prawym brzegu Jeziora Czorsztyńskiego, od północnej strony ogranicza ją półwysep Buchwałd z polem Drapa (obecnie łąka), od południowej podnóża Pienin Spiskich z polami Koszarzyska i Łazy. Wzdłuż brzegów zatoki biegnie wąska droga asfaltowa, a nią szlak rowerowy (VeloDunajec).
Jezioro Czorsztyńskie to sztuczny zbiornik wodny, powstały po wybudowaniu zapory przegradzającej Czorsztyński Przełom między skałami Zamku w Niedzicy i skałami Upszaru. Po jego powstaniu zalana została część ważnych dla poznania budowy Pienin stanowisk geologicznych. W niższej części Doliny Kosarzysk jest wiele stanowisk płaszczowiny niedzickiej pochodzących z jury i kredy. Ich odsłonięcia znajdowały się w nieczynnym kamieniołomie, w progu niewielkiego wodospadu
i w głęboko wciętym korycie potoku. Były one cennym obiektem badań stratygraficznych i sedymentologicznych. Obecnie są zalane wodami zatoki Kosarzyska.
Zatoka Kosarzyska jest dobrym miejscem do plażowania nad Jeziorem Czorsztyńskim. Zapewnia nie tylko możliwość relaksu wśród dzikiej flory i fauny, ale jest także dobrą bazą wypadową do odkrywania atrakcji Pienin, jak rejsy statkiem po jeziorze. Jest także możliwość wędkowania, zarówno z brzegu, jak łodzi.